# Judith Stapf

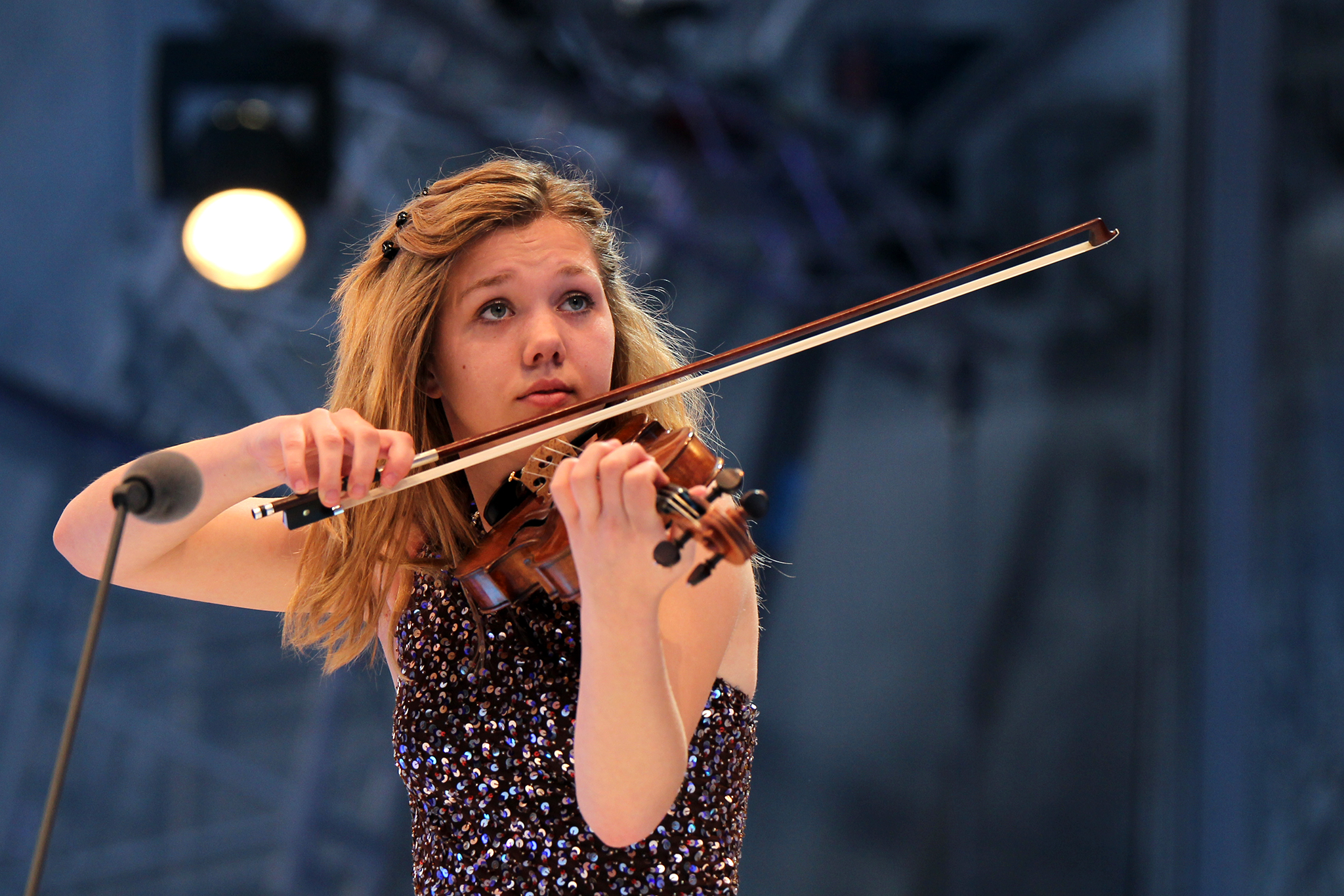
Judith Stapf (2014) bei der Generalprobe zu Eurovision Young Musicians 2014

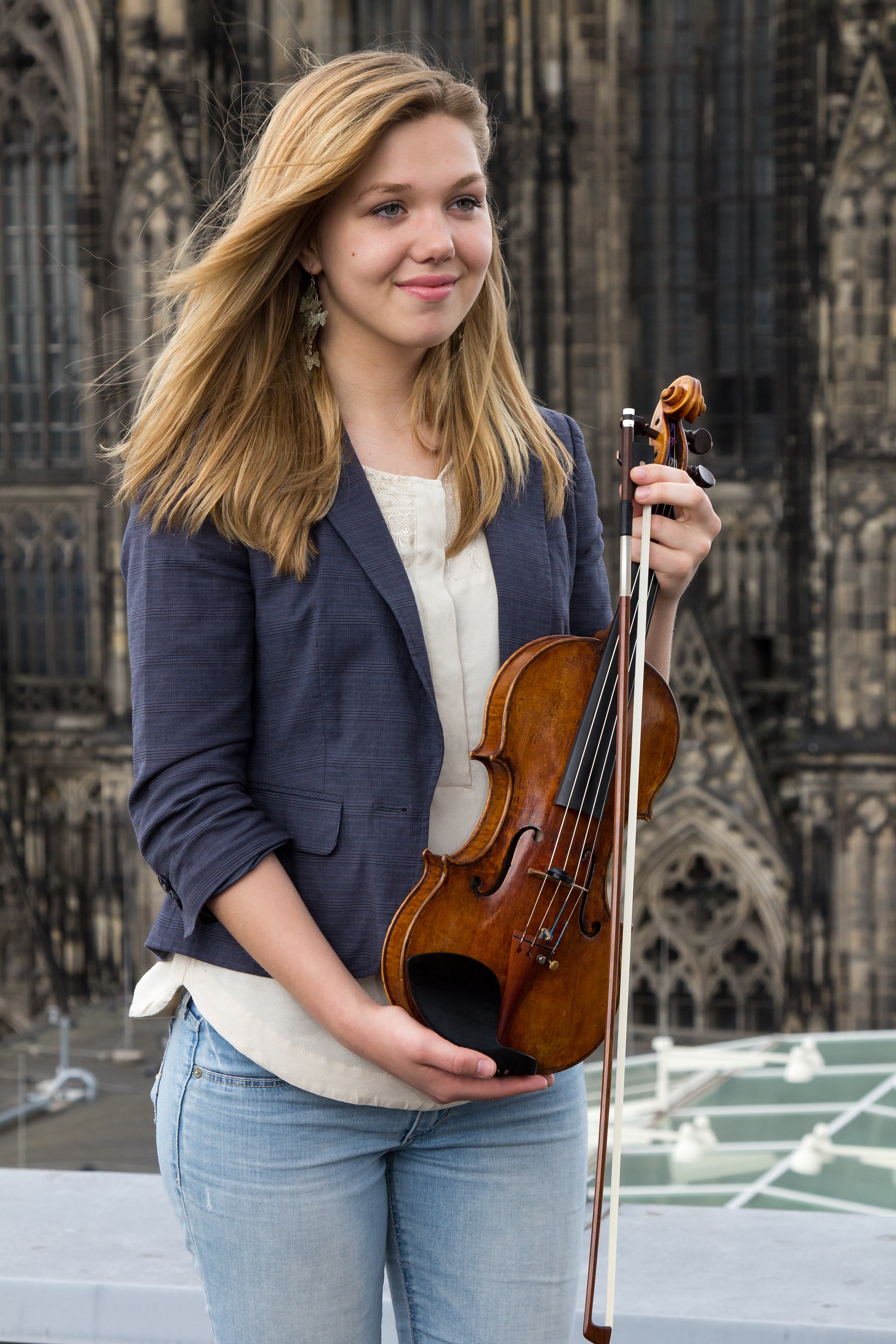
Judith Stapf (2014)

Judith Stapf (* 31. Mai 1997 in Rheinbach, Nordrhein-Westfalen) ist eine deutsche Violinistin.

## Leben
Judith Stapf erhielt bereits im Alter von drei Jahren Geigenunterricht. Bei einem Kinderkonzert in der Frankfurter Alten Oper hatte sie ihren ersten Konzertauftritt im Alter von acht Jahren. Erste Auftritte als Solistin hatte sie mit zehn Jahren in der Kölner Basilika St. Maria im Kapitol und in der Kölner Philharmonie, danach auch beim Schleswig-Holstein Musikfestival und bei den Festspielen Mecklenburg-Vorpommern.
Nachdem sie bis 2008 privat oder im Rahmen internationaler Meisterkurse unterrichtet wurde, besuchte sie ab 2008 als Teilnehmerin des Pre-College Cologne die Hochschule für Musik und Tanz in Köln. An dieser Hochschule studierte sie von 2013 bis 2018 regulär.
Im Frühjahr 2014 nominierte sie der Westdeutsche Rundfunk zur deutschen Teilnehmerin beim Wettbewerb Eurovision Young Musicians. Sie führte dort im Finale Schostakowitschs Burleske aus op. 77 mit dem WDR Sinfonieorchester Köln auf.
Von 2016 bis 2018 gehörte sie zur ersten Generation von Studierenden an der neu gegründeten Barenboim-Said-Akademie in Berlin.
2018–2021 studierte sie im Masterstudiengang an der Universität der Künste Berlin.
2018 gründete sie das Trio Orelon zusammen mit Marco Sanna, Klavier und Arnau Rovira i Bascompte, Cello
Seit 2022 studiert sie im Exzellenzstudiengang Konzertexamen an der Folkwang Universität der Künste in Essen bei Prof. Thomas Hoppe.
Stapf spielt eine Violine von Andrea Guarneri.

### Judith Stapf und Jerzy Gross
Als Zehnjährige stieß Judith Stapf auf die Titelmelodie des Spielberg-Films Schindlers Liste, ein von Itzhak Perlman interpretiertes Geigenstück des Komponisten John Williams. Aus Interesse für den Hintergrund des Stückes fand sie 2008 Kontakt zu dem Holocaust-Überlebenden Jerzy Gross. Der ehemalige Violinist gehörte zu den so genannten „Schindlerjuden“, die beim Unternehmer Oskar Schindler gearbeitet hatten und vor der Ermordung im Vernichtungslager bewahrt wurden. Der mehrjährige Austausch zwischen Stapf und Gross führte 2011 zu dem Buch Spiel mir das Lied vom Leben – Judith und der Junge von Schindlers Liste von Angela Krumpen. Martin Buchholz dokumentierte für den WDR eine gemeinsame Reise nach Polen zu Stationen des Leidensweges von Gross. Seit dem 19. November 2015 existiert ein Internetauftritt, der die Begegnung zwischen Judith Stapf und Jerzy Gross zum Gegenstand hat. Im Januar 2018 spielte sie „Nigun“ von Ernest Bloch in der Gedenkstunde für die Opfer des Nationalsozialismus im Deutschen Bundestag.

## Konzerte (Auswahl)
- 2009: Violinkonzert e-moll op. 34 von Felix Mendelssohn Bartholdy mit der Polnischen Kammerphilharmonie unter Wojciech Raiski
- 2011: Violinkonzert D-Dur op. 61 von Ludwig van Beethoven mit den Dortmunder Philharmonikern unter Philipp Armbruster
- 2013: Violinkonzert d-moll op. 47 von Jean Sibelius mit den Bayer-Symphonikern unter Kenneth Duryea
- 2013: Violinkonzert A-Dur KV 219 von Wolfgang Amadeus Mozart beim Summit Music Festival in New York
- 2014: Violinkonzert D-Dur op. 35 von Pjotr Iljitsch Tschaikowski mit der Kammerphilharmonie Rhein-Erft unter Leitung von Christian Letschert-Larsson in der Kölner Philharmonie
- 2015: Violinkonzert g-moll op. 26 von Max Bruch mit dem Sinfonieorchester der Philharmonischen Gesellschaft in der Tonhalle Düsseldorf dirigiert von Thomas Schlerka
- 2016: „Chant d´Hiver“ op. 15 von Eugène Ysaÿe mit den Duisburger Philharmonikern und dem Dirigenten David Marlow
- 2017: „The Lark Ascending“ von Ralph Vaughan Williams in der Kölner Philharmonie mit Christian Letschert-Larsson am Pult
- 2018: „Zigeunerweisen“ op. 20 von Pablo de Sarasate mit der Neuen Philharmonie Westfalen unter der Leitung von Marc Niemann
- 2018: Konzertreihe „Best of NRW“ mit Konzerten u. a. im Beethoven-Haus Bonn und Apollo Theater Siegen
- 2019: Violinkonzert a-moll op. 82 von Alexander Glasunow im Konzerthaus Freiburg unter der Leitung von Joonas Pitkänen
- 2019: Violinkonzert D-Dur op. 61 von Ludwig van Beethoven mit dem Beethoven Orchester Bonn unter der Leitung von GMD Dirk Kaftan
- 2021: Violinromanze in f-moll op. 11 von Antonín Dvořák mit dem WDR Sinfonieorchester unter der Leitung von Cristian Măcelaru
- 2022: Sinfonia Concertante für Violine, Viola und Orchester Es-Dur, KV 364 von W.A. Mozart mit dem Bratscher Matthias Buchholz
- 2023: Camille Saint-Saëns, Violinkonzert Nr. 3 h-moll op.61 mit der Anhaltischen Philharmonie Dessau unter Daniel Huppert

## Auszeichnungen
- 1. Bundespreis bei Jugend musiziert in 2010 und 2013
- 5. Preis beim VII. International Rotary Children Music Competition in Moskau 2009
- Premier Prix beim 20e Concours International Flame in Paris, 2009
- 1. Preis beim Internationalen Max-Bruch-Wettbewerb, 2011
- 1. Preis Mary-Smart-Competition des Summit Music Festivals New York, USA, 2012
- 2. Preis Ferdinand-Trimborn Wettbewerb, 2012
- Beethoven Bonnensis Förderpreis, Bonn, 2012
- Stipendium der Deutschen Stiftung Musikleben, 2013
- Stipendium der Studienstiftung des Deutschen Volkes, 2015
- Nachwuchsförderpreis des Landes NRW in der Sparte Musik, 2015
- Stipendium der Werner Richard - Dr. Carl Dörken Stiftung, 2017 und 2019
- Stipendium der Stiftung Neustart Kultur für das Trio Orelon mit „Beethovens Töchter“, 2021
- 1. Preis und Sonderpreis des Internationalen Kammermusikwettbewerbs „Franz Schubert und die Musik der Moderne“, 2022, mit dem Trio Orelon[8]
- 1. Preis und Sonderpreis für das Auftragswerk beim Melbourne International Chamber Music Competition 2023 mit dem Trio Orelon[9]
- 1. Preis und den Publikumspreis im Internationalen Musikwettbewerb der ARD 2023 mit dem Trio Orelon[10]